# Філіп Гачевський
Філіп Гачевський (словен. Filip Gačevski, мак. Филип Гачевски, нар. 17 серпня 1990, Мурська Собота) — македонський та словенський футболіст, воротар македонського клубу «Вардар». Виступав також за низку клубів з різних країн. Триразовий чемпіон Македонії.

## Клубна кар'єра
Філіп Гачевський народився 1990 року в словенському місті Мурська Собота, та є вихованцем футбольної школи місцевого клубу «Мура 05». У 2009 році Гачевський розпочав грати в основній команді клубу, в якій виступав до 2010 року, взявши участь у 16 матчах чемпіонату.
У 2010 році воротар перейшов до австрійського клубу «Капфенберг», проте не став у його складі гравцем основного складу, і в 2013 році грав у оренді в іншому австрійському клубі «Лустенау». У 2014 році футболіст став гравцем македонського клубу «Брегальниця» (Штип), у якому став основним воротарем. У 2015 році Гачевський перейшов до клубу «Вардар», у якому також став основним воротарем, а також відзначався високою надійністю, пропускаючи в іграх чемпіонату в середньому менше одного гола за матч. У складі клубу зі Скоп'є македонсько-словенський футболіст грав до 2020 року, та став у його складі триразовим чемпіоном Македонії.
Протягом 2020—2022 років Гачевський грав у складі кіпрського клубу «Еносіс». У 2022 році воротар повернувся до клубу «Вардар».

## Виступи за збірні
У 2009 році Філіп Гачевський зіграв 1 матч у складі юнацької збірної Словенії. Пізніше Гачевський змінив футбольне громадянство, і в 2009—2012 років грав у складі молодіжної збірної Македонії, в якій зіграв у 15 матчах.

## Титули і досягнення
- Чемпіон Македонії (3):

«Вардар»: 2015–2016, 2016–2017, 2019–2020